# Fiebrigiella
Fiebrigiella é um género botânico pertencente à família Fabaceae.